# منتخب إيلان فانين لكرة القدم
منتخب إيلان فانين لكرة القدم هو منتخب وطني لكرة القدم يمثل إقليم جزيرة مان، هذا المنتخب ليس عضو في الفيفا، ويشارك في منافسات كأس العالم لاتحاد الجمعيات المستقلة لكرة القدم.